# Salpis chilenaria
Salpis chilenaria là một loài bướm đêm trong họ Geometridae.